# Taxi ljubav (2025.)
Taxi ljubav je nadolazeći hrvatski dramski film 2025. godine, redatelja i scenarista Mile Ostovića. Film prikazuje život hrvatskog branitelja s PTSP-om i bavi se temama oprosta, empatije i moralne vertikale u društvu.
U kinima se očekuje od 4. rujna 2025.

## Radnja
Film prati branitelja Jožu, ranjenog u Domovinskom ratu, koji zbog posttraumatskog stresnog poremećaja ne može funkcionirati danju pa radi noću kao taksist. Tijekom jedne noći prijevozi četiri različita klijenta: četiri priče koje otkrivaju slojeve njegove prošlosti i unutarnjih borbi, dok istovremeno pokušava oprostiti i naći mir.

## Glumačka postava
- Ljubomir Kerekeš kao Josip Krizmanić "Joža", taksist i ratni branitelj
- Lara Nekić kao Lena, prostitutka i samohrana majka
- Filip Juričić kao Matija, vlasnik agencije nekretnina
- Tarik Filipović kao Dr. Zan
- Kristijan Ugrina kao Jura Dežman
- Goran Grgić kao ministar Janković
- Vladimir Posavec Tušek kao Stanic
- Anica Kovačević kao sestra Jana
- Ana Vilenica kao Ružica
- Magdalena Živaljić Tadić kao sestra Maja
- Robert Kurbaša kao velečasni Tomo
- Đorđe Kukuljica kao Tin
- Petra Tunjić kao Mara
- Pia Ostović kao Marija
- Mihael Kuzmičić kao Alan, delinkvent
- Marijin Kuzmičić kao Mislav, delinkvent
- Karla Lajšić kao Mia
- Marko Lasić Nered kao Jakov, vlasnik noćnog kluba
- Mladen Čutura
- Marina Kostelac
- Tin Ožbol

## Produkcija
Film je produkcijski ostvaren putem studija Ivomi d.o.o., a osnivač i producent Milo Ostović svojim je samofinanciranjem pokrio veći dio budžeta. Dodatni su producenti Adrian Jaklin i Mirko Stojić.

### Snimanje
Snimanje je započelo krajem listopada 2024. godine, a trajalo je otprilike do 26. siječnja 2025. Snimalo se na više lokacija u Zagrebu, Zaprešiću, Istri i na Malom Lošinju. Tijekom toga razdoblja “Jožin auto u filmu je postao poput malene kapelice”, kako navodi redatelj.

## Glazba
Naslovnu pjesmu „Ti si ta“ izvodi Tony Cetinski, skladao ju je Alan Hržica

## Vanjske poveznice
- Taxi ljubav u internetskoj bazi filmova IMDb-a